# Виноградное (Калмыкия)
Виногра́дное (калм. Шин Төрл — новые родственники; нем. Schöntal — красивая долина) — село в Городовиковском районе Калмыкии, административный центр Виноградненского сельского муниципального образования.
Население — 2232 чел. (2012).
Основано в 1922 году.

## История
Населённый пункт основан в 1922 году эстонцами, переехавшими из Эсто-Хагинки на бывшие арендные калмыцкие земли. Позже здесь стали селиться немцы, калмыки, русские. Село стало известно под несколькими названиями. Официально посёлок назывался Шин-Тёрл, немецкими колонистами село было названо Шёнталь. В 1936 году здесь проживало уже 360 жителей. Чёрным в истории села стал день 28 августа 1941 года, когда был издан указ Президиума Верховного Совета СССР о переселении немцев, проживающих в районах Поволжья. В посёлке по состоянию на 20 октября 1941 года были взяты на учёт 267 немцев, депортированных в Казахскую ССР.
Летом 1942 года Шин-Тёрл, как и другие населённые пункты улуса, был оккупирован немецко-фашистскими захватчиками. Освобожден в январе 1943 года.
28 декабря 1943 года калмыцкое население было депортировано, посёлок, как и другие населённые пункты Западного улуса Калмыцкой АССР, был передан Ростовской области. 9 августа 1949 года хутор Шин-Тёрл (в источник — Шинтерн) 2-го Икитугтуновского сельсовета был переименован в село Виноградное.
Калмыцкое население стало возвращаться после отмены ограничений по передвижению в 1956 году. Посёлок возвращён вновь образованной Калмыцкой автономной области в 1957 году.

## Физико-географическая характеристика
Село расположено на севере Городовиковского района, в пределах Ставропольской возвышенности. Средняя высота над уровнем моря — 83 м. Рельеф местности равнинный. Село имеет форму прямоугольника, вытянутого в направлении с запада на восток более чем на 4,5 км. В восточной части села начинается балка Джальже. С остальных сторон село окружено полями.
По автомобильной дороге расстояние до столицы Калмыкии города Элиста составляет 260 км, до районного центра города Городовиковск — 20 км. Ближайший населённый пункт посёлок Ахнуд расположен в 7 км к востоку от центра села.
Согласно классификации климатов Кёппена-Гейгера село находится в зоне континентального климата с относительно холодной зимой и жарким летом (индекс Dfa). В окрестностях села распространены чернозёмы маломощные малогумусные и темнокаштановые почвы различного гранулометрического состава.
В селе, как и на всей территории Калмыкии, действует московское время.

## Население
| 2002 | 2010  | 2012  |
| ---- | ----- | ----- |
| 2275 | ↘2192 | ↗2232 |

Национальный состав
Согласно результатам переписи 2002 года большинство населения составляли русские (52 %) и турки (27 %)

## Социальная инфраструктура
В селе расположено несколько магазинов, сельский клуб и библиотека. Медицинское обслуживание жителей села обеспечивают Виноградненская участковая сельская больница и Городовиковская центральная районная больница. Действуют Виноградненская средняя общеобразовательная школа, в том числе её филиал — Пролетарская начальная школа, детская музыкальная школа, детский сад «Ручеёк». В селе расположен дом-интернат для престарелых
Село газифицировано, имеется централизованное водоснабжение. Однако централизованное водоотведение на территории села отсутствует. Водоотведение обеспечивается за счёт использования выгребных ям.